# Буневачки говор
Буневачкият говор е единственият икавски изговор на територията на Сърбия.
Употребява се от буневците, които са преселници от Западна Херцеговина в северна Бачка пред 17 век – по военната граница.
В Суботица излизат на този говор местни издания, като е в употреба и по Радио-телевизия Войводина.